# Leopold von Lützow
Pour les articles homonymes, voir Lützow.
Leopold Wichard Heinrich von Lützow (né le 26 mars 1786 à Berlin et mort le 27 août 1844 à Gotha) est un lieutenant général prussien. Il est probablement le seul officier à servir dans quatre armées pour lutter contre Napoléon Bonaparte.

## Biographie

### Origine
Leopold est issu de la famille noble von Lützow (de) du Mecklembourg. Son père est le général de division prussien Johann Adolph von Lützow (1748-1819), sa mère Wilhelmine, née von Zastrow (1754-1815).

### Carrière militaire
En 1803, Leopold von Lützow rejoint l'armée prussienne et combat contre Napoléon lors de la guerre de la Quatrième Coalition de 1806/07. En 1809, il est sous-lieutenant à l'état-major du quartier-maître. Avec son frère Adolf, il rejoint le 30 avril 1809 le régiment de hussards de Brandebourg sous le commandement du major Ferdinand von Schill. La nouvelle du soulèvement (de) en Hesse sous Wilhelm von Dörnberg incite Schill à se révolter contre l'occupation française. Adolf von Lützow est grièvement blessé lors de la bataille de Dodendorf (de). Il est retrouvé par son frère Léopold et emmené en lieu sûr.
Par la suite, des divergences apparaissent entre Schill et Lützow, car ils n'ont pas la même vision de la stratégie militaire. À Stralsund, Lützow quitte les chasseurs de Schill (de), car ce dernier insiste sur la défense de Stralsund au lieu de passer avec ses troupes sur l'île de Rügen pour combattre à nouveau Napoléon. Schill est battu par les troupes danoises et hollandaises au service de la France et tombe au combat.
Lützow rejoint l'armée autrichienne. Après la défaite de l'Autriche en 1809, il se rend en Espagne et y combat de 1810 au début de 1812 contre l'armée française. Avec la reddition de Valence le 13 janvier 1812, il est fait prisonnier par les Français, dont il parvient à s'évader. Il voyage à travers la Suisse, les États allemands et le duché de Varsovie, à travers les troupes en marche de la Grande Armée, jusqu'en Russie. En juillet 1812, il rejoint l'armée russe à Drissa et est accepté comme lieutenant-colonel. Il sert dans la campagne de Russie de Napoléon et les guerres napoléoniennes suivantes dans l'armée russe. Il se distingue tellement dans les premières batailles et combats de l'année 1813 que le général russe Wittgenstein le propose (ainsi que 160 autres officiers russes) au roi de Prusse Frédéric-Guillaume III dans son rapport du 30 septembre 1813 pour être décoré. Par ordre du cabinet royal du 8 décembre 1813, le roi répond "...je vous envoie ci-joint la liste des 161 officiers impériaux russes auxquels j'ai décerné les décorations mentionnées pour leur distinction lors des premières batailles et combats en Saxe et en Silésie ...". Lützow figure également dans la liste des 67 attributions de l'Ordre Pour le Mérite.
En 1815, il rejoint l'armée prussienne et participe au sein de l'état-major de Blücher à la bataille de Ligny et à la bataille de Waterloo. En 1817, il devient membre de la Société sans loi de Berlin. Cette société est fondée en 1809 et est ainsi nommée parce qu'elle n'a pas de statuts. Ses membres comprennent Wilhelm von Humboldt, Carl Georg von La Roche (de), Friedrich Carl von Savigny et August Neidhardt von Gneisenau, entre autres. Lützow devient major général en 1829 et chef de l'École générale de guerre en 1834. En 1836, il reçoit le commandement de la 9e brigade d'infanterie. Deux ans plus tard, il devient commandant de la 9e division d'infanterie et commandant de la forteresse de Glogau. En 1839, il devient lieutenant général, en 1843 gouverneur de Berlin et chef de la gendarmerie d'État. Il reçoit plusieurs distinctions, dont l'Ordre du mérite militaire pour sa participation à la bataille de Leipzig et la Croix de fer. Il est également honoré en recevant la citoyenneté d'honneur de Glogau. Il est mort le 27 août 1844 à Gotha.

### Famille
Le 9 avril 1815, il se marie avec Bertha von La Roche (1793–1830), fille de Carl Georg von La Roche (de). Avec elle, il a sept enfants, dont trois meurent en bas âge :
- Sophie (1816-1855) mariée en 1840 avec Karl von Richthofen (de) (1811-1888)
- Leo Adolf Marquardt (1817–1891), juge de district prussien marié en 1847 avec Maria von Orville (Marie d'Orville, chanteuse) (1819–1890)
- Othon (né en 1818)
- Mathilde (née en 1822)
- Agnès (1825–1826)
- Éditha (1828–1830)
- Max (1829–1830)

Le 6 février 1835, il se marie avec Therese von Richthofen (1816-1839), avec qui il a un fils.
- Kurt Heinrich Karl (1836-1907), général de division prussien, marié avec :
  - Margarethe von Werder (1840–1872)
  - Gertrud von Hoverbeck (de), genannt von Schoenaich (née en 1856)

Son épouse est la sœur du germaniste Karl von Richthofen (de) (1811-1888).